# Agostino Nifo

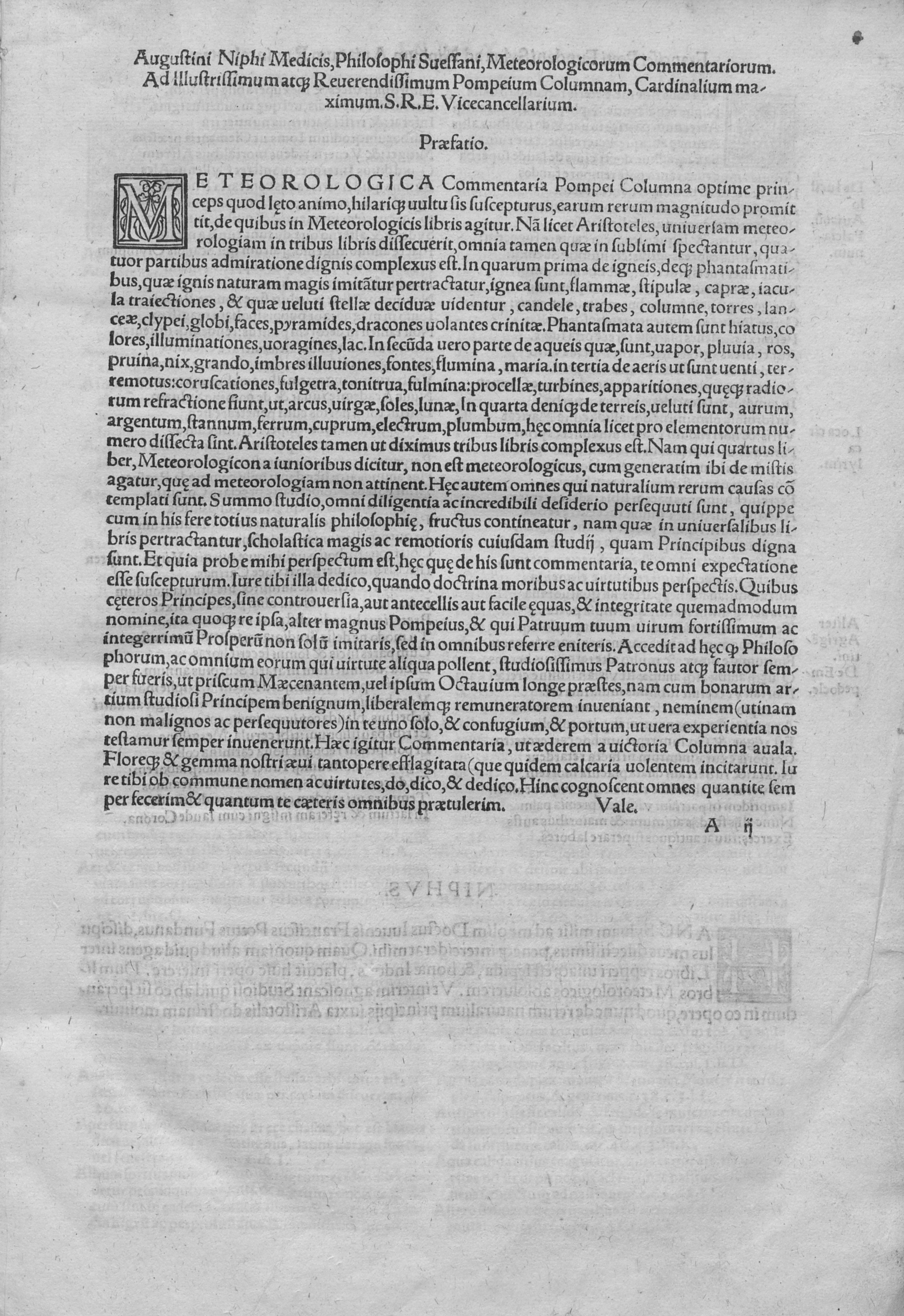
In libris Aristotelis meteorologicis commentaria, 1547

Agostino Nifo (latinizat ca Agustinus Niphus sau Augustinus Niphus; n. c. 1473 - d. 1538 sau 1545) a fost un filosof și comentator filozofic italian.

## Biografie
S-a născut în comuna Sessa Aurunca din apropierea orașului Napoli. A studiat filozofia la Padova. A predat la Padova, Napoli, Roma și Pisa și a dobândit o reputație atât de mare încât a fost desemnat de papa Leon al X-lea să apere doctrina catolică a nemuririi sufletului împotriva atacului lui Pietro Pomponazzi și a membrilor Școlii Alexandriste. Ca recompensă a fost numit conte Palatin al Bisericii Catolice, cu dreptul de a folosi numele Medici.

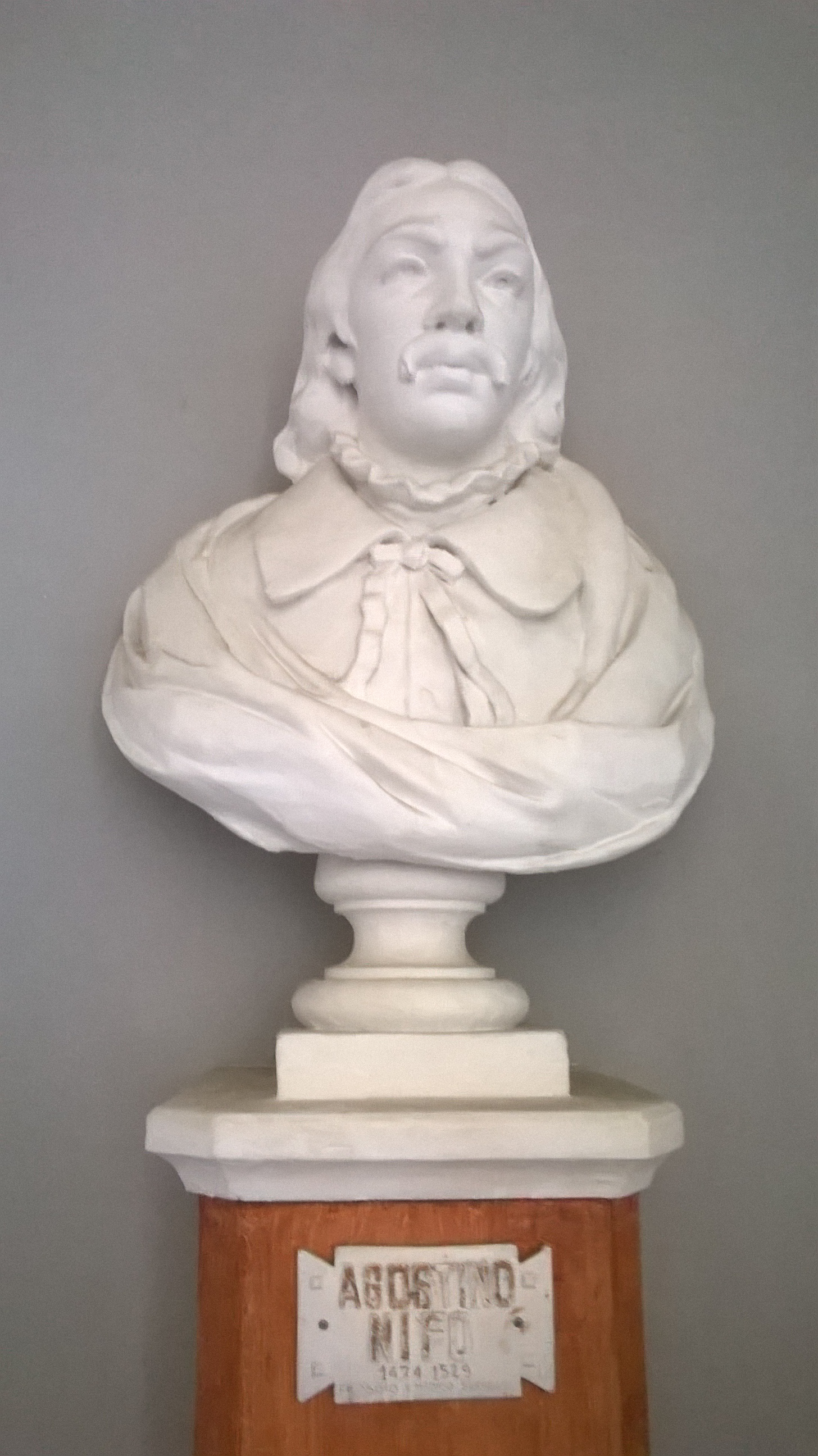
Bustul lui Agostino Nifo (Liceo classico „Agostino Nifo” din Sessa Aurunca)

## Activitatea
În primele etape ale activității sale a fost un adept al gândirii lui Averroes, dar apoi și-a modificat opiniile pentru a deveni acceptabile catolicilor dogmatici. În 1495 a îngrijit o ediție a operelor lui Averroes, cu un comentariu filozofic compatibil cu dogmatismul religios adoptat.
În marea controversă cu membrii Școlii Alexandriste, el s-a opus teoriei lui Pietro Pomponazzi că sufletul rațional este inseparabil legat de partea materială a individului și, prin urmare, moartea corpului determină moartea sufletului. El a insistat că sufletul individual, ca parte a intelectului absolut, este indestructibil și fuzionează la moartea trupului în unitatea veșnică.

## Scrieri
Principalele sale lucrări filosofice sunt:
- Liber de intellectu (1503)
- De immortalitate animae libellus (1518)
- Dialectica ludicra (1521)
- De regnandi peritia (1523)
- Quaestio de infinitate primi motoris (1526, scrisă în 1504)
- Prima pars opusculorum (1535) retipărită de Gabriel Naudè cu titlul Opuscula moralia et politica (1645)[4]

Numeroasele sale comentarii referitoare la Aristotel au fost citite pe scară largă și reproduse frecvent, cea mai cunoscută ediție fiind cea tipărită la Paris în 1645 în paisprezece volume (inclusiv Opuscula).
Alte lucrări elaborate de Agostino Nifo sunt De Auguriis (Bologna, 1531), De Pulchro Liber Primus, De Amore Liber Secundus (Lyon, 1549) și un comentariu cu privire la filozofia lui Ptolemeu.

### Traduceri în limba engleză
- Leen Spruit (ed. ), Agostino Nifo De intelectu, Leiden: Brill, 2011 (Studiile lui Brill în istoria intelectuală).

### Studii
- E. J. Ashworth, „Agostino Nifo's Reinterpretation of Medieval Logic”, Rivista critica di storia della filosofia, 31, 1976, pp. 354–374.
- Lisa  Jardine, „Dialectic or dialectical rhetoric. Agostino Nifo’s criticism of Lorenzo Valla”, Rivista critica di storia della filosofia, 36, 1981, pp. 253–270.
- E. P. Mahoney, Two Aristotelians of the Italian Renaissance. Nicoletto Vernia and Agostino  Nifo, Aldershot: Ashgate 2000.

## Legături externe
- Heinrich C. Kuhn Augustinus Niphus despre De ce să studiezi Aristotel în universități: Præfatio în libros de anima Arhivat în 1 octombrie 2007, la Wayback Machine.  Arhivat în 1 octombrie 2007, la Wayback Machine.